# Monte Luxmore
Mount Luxmore es una montaña en la Isla Sur de Nueva Zelanda y es visible desde la cercana ciudad de Te Anau. La montaña tiene 1.472 metros (4.829 pies) de altura. Es parte de la pista Kepler y el punto más alto de la pista es el sillín Luxmore ligeramente a menor altura cercana a los 1.400 metros (4.600 pies).
La montaña fue nombrada por James McKerrow en honor a Philip Bouverie Luxmoore de Timaru.